# Jacques Plante

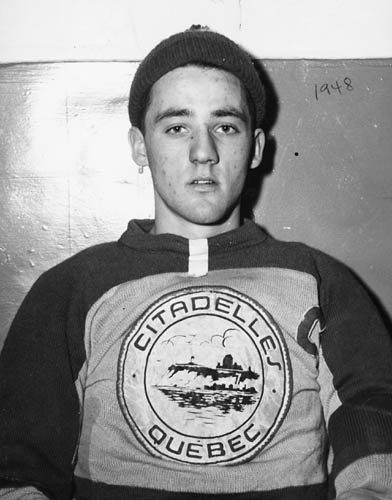

Joseph Jacques Omer Plante (Notre-Dame-du-Mont-Carmel, Quebec, Canadá; 17 de enero de 1929 - Ginebra, Suiza; 27 de febrero de 1986) fue un jugador profesional de hockey sobre hielo canadiense. Durante una carrera que duró desde 1947 a 1975, fue considerado como uno de los innovadores más importantes de hockey. Él jugó para los Canadiens de Montreal 1953-1963; durante su mandato, el equipo ganó la Copa Stanley seis veces, incluyendo cinco victorias consecutivas.
Plante se retiró en 1965, pero fue persuadido para volver a la Liga Nacional de Hockey para jugar por la expansión de St. Louis Blues en 1968. Más tarde fue traspasado a los Toronto Maple Leafs en 1970 y para los Bruins de Boston en 1973. Se incorporó a la Asociación Mundial de Hockey como entrenador y gerente general de los Nordiques Quebec en 1973-74. Luego jugó de meta para los Petroleros de Edmonton en 1974-75, poniendo fin a su carrera profesional con ese equipo.
Plante fue el primer portero de la NHL en usar una máscara de portero en juego reglamentario sobre una base regular. Él ha desarrollado y probado muchas versiones de la máscara (incluyendo el precursor de combinación máscara / casco de hoy) con la asistencia de otros expertos. Plante fue el primer portero de la NHL en jugar regularmente con el disco fuera de su portería en apoyo de defensas de su equipo, y a menudo daba instrucciones a sus compañeros de equipo detrás del juego. Plante fue incluido en el Salón de la Fama del Hockey en 1978, fue elegido como el portero de los Canadiens "dream team" en 1985, y fue incluido en el Panteón de Quebec Deportes en 1994. Los Canadienses de Montreal retiró la camiseta de Plante, # 1, al año siguiente.

## Otras lecturas
- Denault, Todd (2010), Jacques Plante: The Man Who Changed the Face of Hockey, McClelland & Stewart, ISBN 978-0-7710-2627-0.